# Galambos Imre (sinológus)
Galambos Imre (Szőny, 1967–) sinológus, tangutológus. Szakterülete a Tunhuang (Dunhuang)ból előkerült kínai és tangut nyelvű kéziratok filológiai vizsgálata. A Cambridge-i Egyetem professzora. (Kínai neve: 高奕睿, pinjin (pinyin) hangsúlyjelekkel: Gāo Yìruì; magyaros átírással: Kao Ji-zsuj.)

## Életútja
1987–1991 között megszakítással kínai nyelvet és irodalmat tanult a tiencsin (tianjin)i Tanárképző, majd a Nankai Egyetemen. 1991–1993 között az ELTE-n tanult kínai nyelvet és irodalmat, majd diplomázott. Két év texasi tartózkodás után 1995-től 2002-ig a kaliforniai Berkeley Egyetemen tanult, s előbb masters-, majd PhD-fokozatot szerzett. 2002 óta a londoni International Dunhuang Project munkatársa. 2011-ben a párizsi polgármester, majd a Maison des Sciences Alapítvány ösztöndíjasa volt. 2012 szeptemberétől a Cambridge-i Egyetem előadója.

## Jelentősebb publikációi

### Könyvek
- Studies in Chinese Manuscripts: From the Warring States Period to the 20th Century. Budapest: Eötvös Loránd University, 2013.
- Manuscripts and Travellers: The Sino-Tibetan Documents of a Tenth-Century Buddhist Pilgrim. Berlin, New York: De Gruyter, 2012. Co-authored with Sam van Schaik.
- Orthography of Early Chinese writing. Budapest Monographs in East Asian Studies. Budapest: Eötvös Loránd University, Department of East Asian Studies, 2006.
- Magyar–kínai szótár. Magyar Kultúra Kiadó, 2013. ISBN 9789632843490

### Cikkek
- “Correction marks in the Dunhuang manuscripts.” In Imre Galambos, ed. Studies in Chinese Manuscripts: From the Warring States Period to the 20th Century. Budapest: ELTE University, Department of East Asian Languages, 2013. 191-210.
- “Taboo characters in Buddhist manuscripts from Dunhuang.” In Yu Xin 余欣, ed., Zhonggu shidai de liyi, zongjiao yu zhidu 中古時代的禮儀、宗教與制度. Shanghai: Shanghai guji chubanshe, 2013, 109-125.
- “The Northern neighbors of the Tangut.” Cahiers de Linguistique – Asie Orientale 40 (2011): 69-104.
- “The Tangut translation of the General’s Garden by Zhuge Liang.” Written Monuments of the Orient, No. 1 (14), (Spring-Summer 2011): 131-142.
- “The story of the Chinese seals found in Ireland.” Journal of the Royal Asiatic Society (2008), 18: 465-479.